# Itay Shechter
Itay Shechter (Hebreeuws: איתי מנחם שכטר) (Ramat Yishai, 22 februari 1987) is een Israëlische voetballer, wiens positie die van aanvaller is. In 2016 werd hij door Maccabi Haifa verhuurd aan Beitar Jeruzalem. Hij maakt sinds 2009 deel uit van de selectie van het nationale elftal van Israël, hoewel hij ook de Roemeense nationaliteit bezit.

## Hapoel Nazareth Illit
In 1998 mocht Itay Shechter zich voor het eerst melden bij de jeugdelftallen van Hapoel Haifa. Een jaar later won hij met die vereniging de Beker van Israël voor jeugdelftallen. Desalniettemin maakte hij in 2001 de overstap naar de jeugdclub FC Emek Izra'el. Ook bij deze club was de aanvaller van grote betekenis. Mede dankzij hem promoveerde de club binnen vier jaar namelijk van de vierde divisie naar de eerste divisie voor jeugdelftallen in Israël. In het seizoen 2004/2005 werd Emek Izra'el samengevoegd met de jeugdelftallen van Hapoel Nazareth Illit. De hoofdmacht van deze club kwam destijds uit in de Ligat Ha'Al, de hoogste competitie in het professionele Israëlische voetbal. Omdat hij op de technische staf van de club veel indruk maakte, tekende hij in het seizoen 2005/2006 een contract als speler van het eerste elftal van de club. Direct dat seizoen groeide hij al uit tot een belangrijke speler, na zijn debuut tijdens de 1-2 nederlaag tegen MS Ashdod. Voor de club scoorde hij dat jaar in 27 wedstrijden drie doelpunten. Alhoewel Hapoel Nazareth het jaar ervoor op een haar na Europees voetbal miste, kon Shechter niet voorkomen dat in zijn eerste professionele seizoen bij de club, Nazareth samen met Bnei Sakhnin degradeerde. Zijn talent was echter niet onopgemerkt gebleven. Door een transfer in juli 2006 bleef Shechter in de hoogste Israëlische competitie spelen.

## Maccabi Netanya
Het was Maccabi Netanya dat Itay Shechter in de zomer van 2006 een contract aanbood. Bij de club kwam hij onder anderen samen te spelen met de middenvelder Tamir Cohen en de verdediger Ori Uzan. Shechter was zelf erg blij met de transfer, omdat hij bij een grotere club wilde spelen dat het seizoen ervoor gedegradeerde Hapoel Nazareth Illit. Bij Maccabi Netanya werd de aanvaller een steeds belangrijkere schakel in het team, vooral dankzij zijn doelpunten en assists. In drie seizoenen tijd scoorde hij namelijk 21 doelpunten voor de club. Daarvoor had hij 83 competitiewedstrijden nodig. Ook maakte hij met Maccabi Netanya zijn debuut in het Europese voetbal. Dit was in de tweede kwalificatieronde van de UEFA Cup van het seizoen 2007/2008 tegen het Portugese União Leiria. Zijn goede prestaties ondanks zijn jeugdige leeftijd leverden Shechter een uitnodiging voor verschillende Israëlische jeugdelftallen op. Daarnaast waren er steeds meer clubs geïnteresseerd in zijn diensten, zowel in het binnenland als in het buitenland. Beitar Jeruzalem was bijvoorbeeld bereid een grote geldsom over te maken aan Maccabi Netanya. Ook de Belgische topclubs Standard Luik en Club Brugge wilden de aanvaller in hun selectie opnemen. Uiteindelijk koos Shechter ervoor in zijn vaderland te blijven spelen.

## Hapoel Tel Aviv
In juli 2009 was het Hapoel Tel Aviv dat aan het langste eind trok wat betreft het overnemen van Itay Shechter van Maccabi Netanya. Hoewel de aanvaller nog een contract tot de zomer van 2010 bij Netanya had, besloot deze club hem voor ruim 400.000 euro te verkopen aan Tel Aviv. Shechter maakte zijn debuut voor de club uit tweede stad van Israël in het Europa League-duel tegen het Zweedse IFK Göteborg. Meteen tijdens dit debuut wist hij te scoren en was hij mede verantwoordelijk voor de 3-1-overwinning van de Israëli's. De dag na de wedstrijd was echter een stuk minder vreugdevol. Toen werd Shechter namelijk samen met zijn Braziliaanse teamgenoot Douglas da Silva aangehouden op Luchthaven Göteborg-Landvetter, vanwege een vermeende verkrachting. De dag erna werden beiden echter volledig onschuldig verklaard. Tegenwoordig speelt Itay Shechter nog steeds bij Hapoel Tel Aviv, ondanks interesse van het Belgische Racing Genk in de winterstop van het seizoen 2009/2010.

## Latere carrière
In 2011 vertrok Shechter naar 1. FC Kaiserslautern en in 2012 werd hij verhuurd aan Swansea City FC. Toen deze club een bezoek bracht aan Dubai werd Shechter geweigerd vanwege zijn Israëlische nationaliteit. In 2013 keerde hij terug bij Hapoel Tel Aviv en nadat hij begin 2014 op huurbasis voor FC Nantes speelde, nam de Franse club hem over. Sinds de zomer van 2015 staat hij onder contract bij Maccabi Haifa dat hem in 2016 verhuurde aan Beitar Jeruzalem.

## Interlandcarrière
Vanwege zijn goede prestaties bij Hapoel Tel Aviv en eerder al bij Maccabi Netanya mocht Itay Shechter zich in 2009 voor het eerst melden bij het nationale elftal van Israël. Eerder kwam hij al uit voor de jeugdelftallen van onder 18, onder 19 en onder 21 van Israël, hoewel hij ook gelegitimeerd is om uit te komen voor Roemenië. Zo won hij in 2005 met Israël het voetbaltoernooi van de Maccabiade, de Joodse variant van de Olympische Spelen. Zijn eerste officiële interland als senior speelde Shechter direct als basisspeler tegen Griekenland op 1 april 2009. Desondanks werd hij in 74ste minuut gewisseld voor Barak Itzhaki en kon hij niet voorkomen dat zijn land met 2-1 van de Grieken verloor.

## Erelijst
- Maccabiah Spelen: 2005 (Israël)
- Vice-kampioen Ligat Ha'Al: 2007, 2008 (Maccabi Netanya)
- League Cup: 2013